# Mauritania ai Giochi olimpici
La Mauritania ha partecipato per la prima volta ai Giochi olimpici nel 1984.
Gli atleti mauritani non hanno mai vinto medaglie ai Giochi olimpici estivi, né hanno mai partecipato ai Giochi olimpici invernali.
Il Comitato Olimpico Nazionale e Sportivo Mauritano, creato nel 1962, venne riconosciuto dal CIO nel 1979.

## Medaglieri

### Medaglie alle Olimpiadi estive
| Giochi              | Oro | Argento | Bronzo | Totale |
| ------------------- | --- | ------- | ------ | ------ |
| Los Angeles 1984    | 0   | 0       | 0      | 0      |
| Seoul 1988          | 0   | 0       | 0      | 0      |
| Barcellona 1992     | 0   | 0       | 0      | 0      |
| Atlanta 1996        | 0   | 0       | 0      | 0      |
| Sydney 2000         | 0   | 0       | 0      | 0      |
| Atene 2004          | 0   | 0       | 0      | 0      |
| Pechino 2008        | 0   | 0       | 0      | 0      |
| Londra 2012         | 0   | 0       | 0      | 0      |
| Rio de Janeiro 2016 | 0   | 0       | 0      | 0      |
| Tokyo 2020          | 0   | 0       | 0      | 0      |
| Parigi 2024         | 0   | 0       | 0      | 0      |
| Totale              | 0   | 0       | 0      | 0      |